# Squarepusher
Pour les articles homonymes, voir Jenkinson.
Squarepusher, de son vrai nom Thomas Jenkinson, né en 1975 à Chelmsford (Angleterre), est un bassiste, batteur, claviériste électronique et compositeur de drum and bass, jungle, electronica, intelligent dance music (IDM) ou braindance, drill and bass aux influences jazz, jazz fusion et free jazz. Il est le frère de Ceephax Acid Crew, de son vrai nom Andy Jenkinson.

## Carrière
Très jeune, il se fascine pour tout ce qui est électronique et pour la radio. Son école est affiliée avec la Cathédrale de Chelmsford ce qui lui fait découvrir la musique d'orgue, qui aura une grande influence sur son travail d'artiste. Jenkinson grandit dans un environnement mélomane, bien que ses parents ne soient pas musiciens. Il raconte que son père avait une collection de juke-box à leur domicile, et un intérêt pour les machines produisant de la musique. Il prend des cours de guitare, puis arrête lorsque sa professeure lui reproche de réinterpréter les tablatures. Il poursuit son apprentissage en autodidacte.
Adolescent, il est bassiste dans plusieurs groupes locaux. Il découvre par la suite la musique électronique par des artistes tels que LFO et Carl Craig. Au cours de sa carrière, il compose une musique rapide et chaotique qu'il décrit comme « la négociation de la frontière entre l'extrême et la cohérence. »
Il participe à la reconnaissance du label Warp Records, dont il est une des figures principales,,.

## Ses créations
Signant chez Warp Records en 1995, il sort plusieurs maxis dont Port Rhombus EP avant de sortir l'album Hard Normal Daddy, mais entre-temps, il a d'abord enregistré son premier album Feed Me Weird Things en 1996 chez Rephlex Records, le label fondé par Richard D. James (alias Aphex Twin) et Grant Wilson-Claridge. Et un an plus tard, sort Hard Normal Daddy, opus expérimental piochant dans le lounge, la techno, la drum'n'bass et le hardcore, puis Big Loada un autre EP avec ses morceaux de drum'n'bass et jungle expérimental.
1998 marque un changement dans le style de Jenkinson, avec Music Is Rotted One Note. Refusant d'être catalogué comme un artiste « prévisible », « qui produit des breaks rapides, avec des références aux jeux informatiques », Jenkinson sort un album qui reflète son intérêt pour le jazz et rendant hommage à Miles Davis, au côté de petits interludes ambiants. Suivent un mini-album et un maxi Budakhan Mindphone et Maximum Priest EP (toujours dans une fibre free-jazz) puis l'album Selection Sixteen en 1999, compilation de travaux acid techno et jazzy.
En 2001 il sort avec Go Plastic et son maxi My Red Hot Car, qui marquent un retour hardcore, moins jazzy, oscillant entre breakbeat, hip-hop expérimental et même leftfield.Squarepusher confirme cette tendance dès 2002 avec la sortie de Do You Know Squarepusher, encore plus abstrait et IDM, notamment accompagné d'un concert live ayant eu lieu eu Japon.
En 2004 paraît Ultravisitor, un album de drum and bass dans la lignée de ce que Squarepusher produit depuis 1996 avec des morceaux « jazzy, d'autres pittoresques, d'autres subtils mais raffinés. ». C'est un travail très consensuel, représentant les différents aspects stylistiques de l'artiste, un mélange d'IDM violente, d'ambiant, de balades jazzy calmes. 
En 2006, avec Hello Everything, Jenkinson propose « un patchwork d'idées d'antérieures [...] plus qu'un disque cohérent. »
Le 7 septembre 2007, dans le cadre du festival Jazz à la Villette, il donne un concert solo de basse électrique de trente sept minutes environ. Sa production musicale d'ordinaire fouillée est ici beaucoup plus légère, au départ, avant de s'intensifier au cours de la prestation, jusqu'à ressembler, en creux, à ses pièces musicales les plus échevelées[réf. nécessaire]. L'enregistrement est publié en 2009 sous la forme d'un album intitulé Solo Electric Bass 1. 
En 2008, Jenkinson sort Just A Souvenir, dont la production est basée sur un étrange rêve lucide dans lequel un groupe de rock futuriste et déjanté manipule les éléments. C'est un album résolument marqué par un usage massif de la basse et des percussions, sur une optique punk, jazz fusion. La critique est surprise et mitigée, cette expérimentation délaissant la fibre IDM pour un travail bien plus organique qu'à l'accoutumée. 
En 2010, Squarepusher sort Squarepusher Presents Shobaleader One: d'Demonstrator, un album supposément composé avec d'autres musiciens réunis pour former un groupe. Le style en rupture avec les précédents enregistrements de l'Anglais divise la critique. On peut y entendre la voix de Jenkinson filtrée au vocoder dans une identité sonore et visuelle rappelant fortement Daft Punk.
En 2012, ayant développé depuis de nombreuses années son propre logiciel de programmation musicale dans le but d'échapper au consumérisme des nombreux softwares sur le marché, il sort Ufabulum. Marqué par un style très cyberpunk, il mêle drill'n'bass colorée, métallique, sombre, délaissant pour la première fois depuis Go Plastic la basse massivement employée. En 2015, dans la même veine mais avec des rythmes plus EDM, Damogen Furies sort chez Warp Records.
En 2013 il est contacté par un roboticien japonais, Kenjiro Matsuo, pour qui il compose de la musique jouée ensuite par des robots,.
En 2020, Jenkinson sort d'une longue pause de 5 ans avec la sortie de l'album Be Up A Hello, toujours par le label Warp Records. Après les expérimentations d'Ufabulum (2012) et de Damogen Furies (2015), il réutilise, à l'inverse de son propre logiciel maison, les synthés et autres machines utilisées dans les années 90, un moyen pour lui de mettre en perspective sa carrière, de jouer l'introspection vintage, sur une fibre résolument acid techno, drill'n'bass. L'emblématique basse est mise de côté. L'album est globalement très bien accueilli par la critique.

## Personnalité et opinions
Squarepusher est un musicien qui se dit peu influencé par les modes et les tendances, et également peu concerné par les critiques de ses albums. Il conçoit sa musique comme une forme de protestation. Dénonçant le « professionnalisme [qui] engloutit toute forme d’expérimentation » et le « conservatisme » qui émergent au sein de la musique électronique, il se dit opposé à la fabrication par l'industrie de la musique de cultes de la personnalité autour des artistes : « la tendance générale semble être de transformer un artiste en une image avec quelques balises descriptives, ce qui les rend plus faciles à vendre, comme mettre une motte de beurre dans un rayon et d'afficher le prix. Je fais de mon mieux pour résister à ces tendances. Je veux effacer mon image ». Dans une interview accordée à Trax en 2015, il déclare : « Les souvenirs de clubs et de rave que j’ai en tête, à l’époque où les DJs superstar n’étaient pas encore à la mode, me mettent aujourd’hui mal à l’aise avec le fait d’être scruté par le public, d’être le centre de toutes les attentions. Avant, le DJ jouait quelque part derrière le dancefloor, et les gens étaient plus orientés vers eux-mêmes que vers la personne qui jouait ». Amateur des ouvrages de Slavoj Žižek, Jenkinson est également soucieux de la question écologique, et il essaie notamment d'utiliser des emballages CD respectueux de l'environnement : « les questions environnementales devraient être au premier plan de tout débat politique. C’est un préalable à nos existences. Je ne comprends pas pourquoi les gens ne sont pas plus inquiets à ce sujet. C’est terrifiant ».
En 2016, à la suite du référendum sur l'appartenance du Royaume-Uni à l'Union européenne, Squarepusher met en téléchargement libre un morceau intitulé "MIDI sans Frontières" qu'il décrit comme une « invitation ouverte à collaborer », et encourage, en fournissant la partition, les personnes à remixer et à réinterpréter le morceau : « Je veux dénoncer l’intolérance qui menace les liens fragiles qui nous unissent ». Les contributions sont ensuite partagées sur le site officiel de l'artiste.

## Discographie
Tom Jenkinson a sorti des albums, des singles, des EP et des remixes sur plusieurs labels différents et sous plusieurs pseudonymes (Tom Jenkinson, Duke of Harringay, Chaos A.D. et Squarepusher).
Il a sorti la totalité de ses albums sous son pseudonyme principal de Squarepusher :
- 1996 : Feed Me Weird Things (Rephlex Records)
- 1997 : Burningn'n Tree (Warp Records)
- 1997 : Hard Normal Daddy (Warp Records)
- 1998 : Music Is Rotted One Note (Warp Records)
- 1999 : Budakhan Mindphone (Warp Records, mini-album)
- 1999 : Selection Sixteen (Warp Records)
- 2001 : Go Plastic (Warp Records)
- 2002 : Do You Know Squarepusher? (Warp Records)
- 2004 : Ultravisitor (Warp Records)
- 2006 : Hello Everything (Warp Records)
- 2008 : Just a Souvenir (Warp Records)
- 2009 : Solo Electric Bass 1 (Warp Records)
- 2012 : Ufabulum (Warp Records)
- 2015 : Damogen Furies (Warp Records)
- 2019 : All Night Chroma, avec James McVinnie (en) (Warp Records)
- 2020 : Be Up A Hello (Warp Records)
- 2020 : Lamental EP (Warp Records)